# اوراق بهادار قابل تبدیل
اوراق بهادار قابل تبدیل (انگلیسی: Convertible security) یکی از ابزارهای مالی متداول و فراگیر، اوراق بهاداری هستند که تحت شرایط خاصی قابل تبدیل به یکی دیگر از اوراق بهادار همان شرکت می‌باشند. نمونه بارز این نوع اوراق، شامل اوراق قرضه یا سهام ممتازی است که قابل تبدیل به تعداد تعیین‌شده‌ای سهام عادی می‌باشد. معمولاً هیچ وجه نقدی مبادله نمی‌شود، اوراق بهادار  قبلی دریافت شده و در مقابل، تعداد مشخصی از اوراق بهادار جدید منتشر می‌شود. هر از چند گاهی، سهام ممتاز قابل تبدیل منتشر می‌شود. البته آثار مالیاتی، این اوراق را، همانند سایر انواع سهام ممتاز، ابتدا برای سرمایه‌گذاران همان شرکت جذاب می‌کند. برای سایر سرمایه‌گذاران، اوراق قرضه قابل تبدیل از جذابیت بیشتری برخوردار است.
اگر یکی از اوراق قرضه‌ای که دارای ارزش اسمی ۱۰۰۰ دلاری می‌باشد، قابل تبدیل به ۲۰ سهم عادی باشد، نسبت تبدیل، بیست می‌باشد. قیمت تبدیل نیز ۵۰ دلار (۲۰÷۱۰۰۰) می‌باشد، چرا که در واقع ۵۰ دلار از قیمت اسمی اوراق قرضه باید داده شود تا یک سهم عادی به‌دست آید. ارزش تبدیل نیز که عبارت است از حاصل‌ضرب نسبت تبدیل در قیمت روز سهام مبلغی است که در صورت تبدیل اوراق بهادار، حاصل خواهد شد نه نسبت تبدیل و نه قیمت تبدیل، هیچ‌یک تحت تأثیر تغییرات ارزش بازار اوراق قرضه مذکور واقع نمی‌شوند.
نسبت تبدیل معمولاً به‌نحوی تعیین می‌شود که فرایند تبدیل اوراق بهادار  به سهام عادی جذاب نباشد، مگر اینکه قیمت سهام مذکور به‌طور قابل توجهی نسبت به قیمت آن در زمان انتشار اوراق قابل تبدیل، افزایش یابد. این مسئله شبیه قاعده عمومی است که در مورد تعیین قیمت اعمال وارانت بکار گرفته می‌شود.
اوراق بهادار  قابل تبدیلی که دارای پیچیدگی بیشتری می‌باشند نیز در بازارهای مالی یافت می‌شوند. برخی از این اوراق تنها پس از یک دوره انتظار ابتدایی، قابل تبدیل هستند. برخی از آنها تا تاریخ سررسید قابل تبدیل هستند. در حالی‌که برخی دیگر فقط برای دوره کوتاهی قابل تبدیل می‌باشند. بعضاً قابل تبدیل به مجموعه‌ای از دو یا چند نوع اوراق بهادار  متفاوت می‌باشند، بعضی نیز مستلزم پرداخت نقدی اضافی در قبال تبدیل می‌باشند.